# Nucha (sångare)
Cristina Isabel dos Santos Baldaia Trindade, född 21 juni 1966 i Águeda, är en portugisisk sångerska. Hon är känd under artistnamnet Nucha.
Nucha deltog första gången i Festival da Canção 1988 med låten Se calhar, men tog sig inte vidare till final. Hon återkom till tävlingen 1990 med låten Há sempre alguém och vann. I Eurovision Song Contest samma år kom hon på en tjugondeplats (av tjugotvå tävlande) med nio poäng. Låten blev dock populär i Portugal och hennes debutalbum, Tu vais ver, gavs ut 1992. Två år senare gav hon ut albumet Todos me querem, som blev en stor succé. År 1995 var hon programledare för TV-programmet Casados de Fresco på RTP1. Året därpå kom hennes tredje studioalbum, Sedução, ut. På två av hennes senare album, Anda (1997) och Luz (1998), skrev hon själv en del av låtarna.
Nucha har utöver musiken även medverkat i flera TV-program. Hon återkom till Festival da Canção 2009 med låten Tudo está na tua mão och kom på niondeplats. Hon deltog även 2010 med bidraget Chuva, men lyckades inte kvalificera sig till final.

## Diskografi
- Tu vais ver (1992)
- Todos me querem (1994)
- Sedução (1996)
- Anda (1997)
- Luz (1998)
- Destino (1999)
- Regresso (2007)
- Num instante tudo muda (2012)